# Tessy Antony
Tessy Antony (* 28. října 1985, Lucemburk) je bývalá manželka lucemburského prince Louise.
Střední školu studovala v Lucembursku. Roku 2003 vstoupila do lucemburské armády, o rok později se účastnila mise OSN v Kosovu. Pracovala na lucemburské ambasádě v Londýně a při stálé misi Lucemburska při OSN v Ženevě. Posléze studovala v USA. Hovoří plynně lucembursky, francouzsky, anglicky a německy.
29. září 2006 si vzala prince Louise Lucemburského. V té době už měli půlročního syna Gabriela. Počínaje tímto dnem začala používat jméno Tessy de Nassau (Tessy z Nasavy). Titul "princezna lucemburská" jí byl udělen až o tři roky později, 23. června 2009. Pár se rozvedl v roce 2019, od té doby Tessy nepoužívá titulaturu lucemburské princezny.
Se svým bývalým manželem Louisem má dva syny: prince Gabriela (* 12. březen 2006) a prince Noaha (* 21. září 2007). Louis se vzdal pro sebe a všechny své potomky nástupnického práva.